# شیبایاما، چیبا
شیبایاما، چیبا (به لاتین: Shibayama, Chiba) یک منطقهٔ مسکونی در ژاپن است که در Sanbu District واقع شده‌است. شیبایاما ۴۳٫۴۷ کیلومترمربع مساحت و ۷٬۷۰۷ نفر جمعیت دارد.